# The Shape of Jazz to Come
Albums de Ornette Coleman
Tomorrow Is the Question!
(1959) Change of the Century
(1960)
The Shape of Jazz to Come est un album d'Ornette Coleman paru en 1959 sur le label Atlantic.
Les enregistrements sont réalisés en quartet, sans piano, Coleman étant accompagné par Charlie Haden à la contrebasse, Don Cherry au cornet et Billy Higgins à la batterie.
C'est un des tout premiers albums d'Avant-garde jazz. À cette période l'album surprend parce qu'il ne propose pas une progression d'accords habituelle et les musiciens improvisent pour la première fois dans un style beaucoup plus libre.

## Contexte

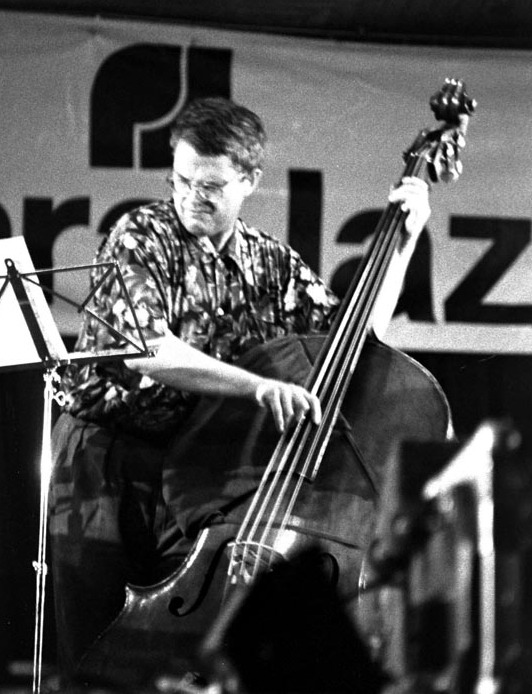
Charlie Haden en 1990.

L'année 1959 est dans le domaine du jazz particulièrement riche en créativité, des albums majeurs sont enregistrés cette année-là comme Kind of Blue du trompettiste Miles Davis, Time Out du pianiste Dave Brubeck ou encore en fin d'année Ah Um de Charles Mingus. The Shape of Jazz to Come en fait également partie.
En 1958, le contrebassiste Charlie Haden joue régulièrement au Hillcrest Club à Los Angeles, dans le groupe du pianiste Paul Bley, alors âgé de 26 ans. Un soir, Haden propose au saxophoniste Ornette Coleman, au cornettiste Don Cherry et au batteur Billy Higgins de venir au club. Quelque temps plus tard en octobre, Bley engage le duo Coleman - Cherry dans son groupe. Coleman joue six soirées par semaine et compose beaucoup. Mais au bout d'un mois et demi, devant le manque de succès, le propriétaire du club renvoie le groupe.
En mars 1959, le contrebassiste Percy Heath et le pianiste John Lewis se souviennent avoir été impressionné par Coleman et Cherry quelques mois plus tôt. Lewis, qui est à cette période engagé par le label Atlantic Records et joue au sein du Modern Jazz Quartet, parle de Coleman à Ahmet et Nesuhi Ertegün, qui dirigent le label. Ertegün se montre intéressé par le saxophoniste, qui avait jusque-là enregistré deux premiers disques sur le label californien Contemporary Records dirigé par Lester Koenig, par ailleurs ami d'Ertegün. Un accord est passé et Ertegün propose à Coleman d'enregistrer rapidement un album pour Atlantic.

## Enregistrement

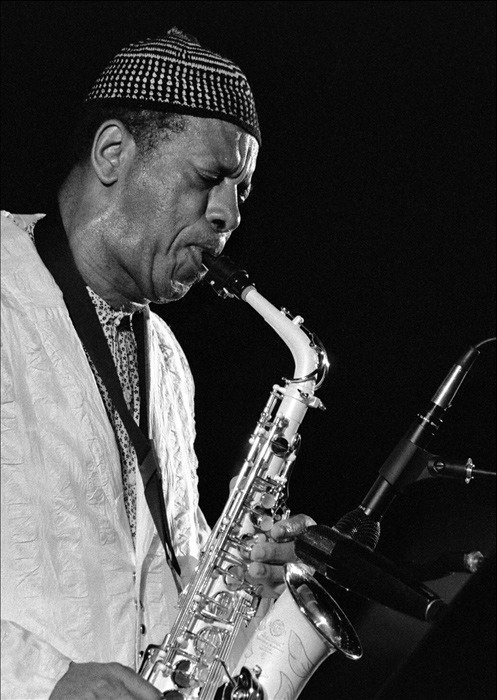
Ornette Coleman en 1994.

Pour cette première séance d'enregistrement sur le label Atlantic, Coleman choisit des musiciens qu'il connaît bien, à savoir Charlie Haden, Don Cherry et Billy Higgins. Un solide quartet qu'il préfère sans pianiste et qu'il conservera plusieurs mois.
Don Cherry vit depuis ses 4 ans à Los Angeles et commence une carrière professionnelle en 1951. Cinq ans plus tard il fait la rencontre de Coleman, de six ans son ainé. Cherry s'adapte rapidement au style du saxophoniste et le suit régulièrement. Charlie Haden est aussi de ceux qui ont très tôt compris la musique de Coleman en laissant de côté le jeu traditionnel de la contrebasse avec le respect des lignes harmoniques. Quant à Billy Higgins il est entré dans le groupe par l'intermédiaire de Cherry.
Les six morceaux sont enregistrés en une seule journée le 22 mai 1959 au Radio Recorders (en) à Los Angeles, studio situé à l'Ouest du quartier d'Hollywood.
| Musicien        | Instrument       | Titres |  | Équipe technique                  |              |
| --------------- | ---------------- | ------ |  | --------------------------------- | ------------ |
| Ornette Coleman | saxophone alto   | 1—6    |  | Nesuhi Ertegün                    | producteur   |
| Charlie Haden   | contrebasse      | 1—6    |  | Bones Howe                        | ingénieur    |
| Don Cherry      | cornet à pistons | 1—6    |  | Stuart Nicholson, Martin Williams | liner notes  |
| Billy Higgins   | batterie         | 1—6    |  | William Claxton                   | photographie |

## Titres

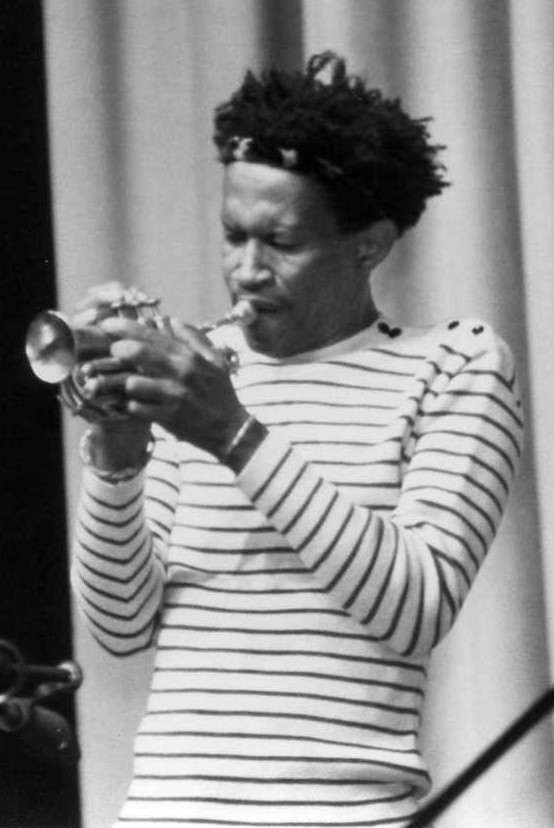
Don Cherry en 1987.

L'album propose six morceaux composés par Coleman que le groupe connait bien pour les avoir joués régulièrement au Hillcrest Club.
L'album débute par Lonely Woman, une ballade qui deviendra un morceau incontournable dans le répertoire de Coleman. La contrebasse de Haden commence par marquer un rythme sombre et sinistre, puis la batterie de Higgins fixe la cadence avec un riff rapide. Ce style d'introduction par la contrebasse et la batterie est atypique dans le jazz à cette période. Ensuite, Coleman et Cherry interviennent ensemble pour interpréter une mélodie mélancolique, dans un lent et sombre rubato, réitérée plusieurs fois. Le saxophoniste joue ensuite un solo en improvisation sans suivre véritablement la mélodie. Le soliste n'est ici pas lié aux spécifications harmoniques, ce qui offre beaucoup plus de liberté dans l'interprétation des morceaux et permet au musicien d'exprimer davantage d'émotions. Ce concept est une étape importante dans le développement du free jazz. Peu avant la fin du morceau, Coleman et Cherry reprennent ensemble le thème principal.
| N°     | Titre           | Compositeur     | Durée |
| ------ | --------------- | --------------- | ----- |
| Face 1 |                 |                 |       |
| 1.     | Lonely Woman    | Ornette Coleman | 4:59  |
| 2.     | Eventually      | Ornette Coleman | 4:20  |
| 3.     | Peace           | Ornette Coleman | 9:04  |
| Face 2 |                 |                 |       |
| 4.     | Focus on Sanity | Ornette Coleman | 6:50  |
| 5.     | Congeniality    | Ornette Coleman | 6:41  |
| 6.     | Chronology      | Ornette Coleman | 6:05  |

## Caractéristiques
Cet enregistrement novateur est précurseur du mouvement free jazz. Le jazz avant-gardiste s'est plus tard différencié de cette approche, mais elle a jeté les bases d'un format exploité par l'avant-garde et le free jazz.[C'est-à-dire ?]
La nouveauté qu'apporte Coleman est de laisser de côté l'idée de progression harmonique. Chaque morceau contient une courte mélodie, un peu comme le thème d'un morceau de jazz classique, puis quelques minutes d'improvisation libre suivie d'une répétition du thème principal. Si la construction est similaire à la structure classique « head-solo-head » caractéristique du bebop, l'abandon des progressions d'accords est radicalement nouveau.
À l'origine, Coleman souhaite intituler l'album Focus on Sanity, le quatrième morceau sur l'album. Le producteur Nesuhi Ertegün lui propose The Shape of Jazz to Come, un titre qui selon donne « une idée de la singularité du disque LP ». Coleman, d'abord dubitatif, finit par accepter le titre.

## Réception
À la sortie de l'album, le public est partagé, ayant du mal à percevoir les structures introduites par l'improvisation. La musique de Coleman est perçue comme différente et dans les mois qui suivent le saxophoniste peine à se faire engager au point qu'il pense arrêter pour faire autre chose.
En 2003, l'album est classé à la 246e place sur la liste de Rolling Stone Magazine des 500 meilleurs albums de tous les temps. Le musicien Chris Kelsey le range parmi les 20 albums essentiels du free jazz dans son essai intitulé Free Jazz: A History subjective sur le guide musical AllMusic. Steve Huey y déclare notamment que « toute compréhension du jazz avant-gardiste doit commencer ici ». Les auteurs du guide The Penguin Guide to Jazz décernent une « couronne » à l'album, leur plus haute récompense.